# Werelderfgoed in Myanmar
Tot het UNESCO werelderfgoed in Myanmar behoren twee werelderfgoederen. De eerste werd in 2014 ingeschreven.

## Werelderfgoederen

### Actuele Werelderfgoederen
Deze lijst toont de werelderfgoederen in Myanmar in chronologische volgorde (C – Cultuurerfgoed; N – Natuurerfgoed).
| Naam                            | Jaar | Soort | Beschrijving | Afbeelding |
| ------------------------------- | ---- | ----- | ------------ | ---------- |
| Oude Pyu-steden                 | 2014 | C     |              |            |
| Pagan (gedeeltelijk in Senegal) | 2019 | C     |              |            |

### Als Werelderfgoed genomineerde objecten
Op de voorlopige lijst van de UNESCO worden objecten ingeschreven die naar het inzicht van de betreffende regering potentieel voor de erkenning als werelderfgoed in aanmerking komen. Dit zegt niets over een eventuele daadwerkelijke succesvolle inschrijving op de lijst. Tegenwoordig (2021) zijn op de voorlopige lijst vijftien objecten uit Myanmar ingeschreven.
| Naam                                                             | Jaar | Soort | Beschrijving | Afbeelding |
| ---------------------------------------------------------------- | ---- | ----- | ------------ | ---------- |
| Houten kloosters uit de tijd van het Derde Birmaanse koninkrijk  | 1996 | C     |              |            |
| Padah-Lin en aanverwante grotten                                 | 1996 | C     |              |            |
| Oude steden van Boven-Myanmar                                    | 1996 | C     |              |            |
| Archeologisch gebied en monumenten van Mrauk U                   | 1996 | C     |              |            |
| Inlemeer                                                         | 1996 | C     |              |            |
| Mon-steden Pegu en Hanthawaddy                                   | 1996 | C     |              |            |
| Rivierbedding van de Irrawaddy                                   | 2014 | N     |              |            |
| Hkakabo Razi-landschap                                           | 2014 | N     |              |            |
| Indawgyi Lake Wildlife Sanctuary                                 | 2014 | N     |              |            |
| Nationaal park Natmataung                                        | 2014 | N     |              |            |
| Mergui-archipel                                                  | 2014 | N     |              |            |
| Hukaung Valley Wildlife Sanctuary                                | 2014 | N     |              |            |
| Tanintharyi-bosstrook                                            | 2014 | N     |              |            |
| Paleontologische vindplaats van de mensachtige Pandaung-primaten | 2018 | C     |              |            |
| Schwedagonpagode                                                 | 2018 | C     |              |            |